# Make Me Blind EP
Make Me Blind EP – drugi album zespołu Kontrust.

## Lista utworów
1. "One Left"
2. "Shit Hitter"
3. "N2me"
4. "Kontrust"
5. "One Nation/One Fall"